# 怀特伯德峡谷战役
怀特伯德峡谷战役，又称白鸟峡谷战役，于1877年6月17日在爱达荷领地爆发。怀特伯德峡谷战役是内兹珀斯印第安人与美国间的内兹珀斯战争的首场战役。这场战役是美军的一次重大失败。它发生在今天的爱达荷县的西部，格兰吉维市的西南部。

## 战争前夕
美国政府与内兹珀斯人间的最初的条约签订于1855年。这份条约确立了一片保留区，承认了内兹珀斯人代代相传的故土。在1860年，由于在内兹珀斯印第安人保留区发现了黄金，采矿者与拓荒者们不受控制地涌入了这片地区。尽管条约被多次违反，然而内兹珀斯人仍然保持和平。
在1863年，由于拓荒者们想得到这片土地，为了回应拓荒者们的压力，美国政府强迫内兹珀斯人签订另一份条约，将他们保留区的大小减少了90%。生活在新保留区之外的那些群体的首领们拒绝签订这份“贱卖条约”并且继续生活在新保留区边界之外，直到1877年春天。
在1877年5月，在经受了美军的几场攻击之后，这些没签条约的群体从他们的故土迁走，向新保留区搬去。山雷酋长率领的瓦洛厄群体（英语：Wallowa Band，内兹珀斯语：Wal-lam-wat-kain）在渡过涨着春水的河流时，损失了大量的牛马。山雷和白鸟的群体最终在特帕莱瓦姆（Tepahlewam）会和。这里是托洛湖（Tolo Lake）畔的卡默斯大草原上的传统扎营地。两支群体在这里享受他们传统生活方式的最后时光。这是一场令人动情的会面；并不是所有人都赞同走和平与顺从的路线。
在6月14日，包括岸边渡口（Wahlitits "Shore Crossing"）在内的十七个年轻人，进入了萨蒙河地区，为1875年，岸边渡口的父亲鹰袍（Tipyahlanah Siskan "Eagle Robe"）被谋害以及其他在攻击中遇害的人们而寻求复仇。他们在这次任务成功之后对此进行了宣告。这样的宣告在其他勇士们之中激起了对复仇的渴望，导致了在6月15日这一带有更多的拓荒者被攻击。至少有18名拓荒者被内兹珀斯人杀死。爱达荷山社区的拓荒者们将消息送到拉普怀堡，描述了这些事件并要求军事援助。
特帕莱瓦姆的内兹珀斯人知道了奥利弗·奥·霍华德将军正准备派自己的士兵们来对付他们。在6月16日，这些群体已经迁移到了怀特伯德峡谷的南端。这个地方长约五英里，最宽处有一英里，两边是陡峭的山脊。当晚，哨兵们报告了美国兵正从背面接近。经过了深入研究后，内兹珀斯人决定留在怀特伯德并努力去避免战争，但是如果他们被迫打仗的话，他们也会去打的。

## 战斗人员
大卫·佩里（David Perry）上尉指挥了美国第一骑兵团F连，乔厄尔·格雷厄姆·特林布尔（Joel Graham Trimble）上尉指挥了H连。两支连队军官加士兵共106人。11名平民志愿兵骑马追随这些士兵们，来自签了条约的群体的13名内兹珀斯侦察兵也已在拉普怀堡被招募。士兵中差不多有一半出生在国外，并且大多都是没什么经验的、不熟练的骑手和射手。这些骑手们的马匹也没经受过战斗训练，并且经过了两天的骑行，行进了超过70英里，在抵达怀特伯德峡谷时，人和马都已经筋疲力尽了。
内兹珀斯人的勇士不少于135名，但是他们已在他们的突袭中偷走了大量的威士忌酒，而在6月17日早晨，许多人都醉得没法战斗。只有大约70人参与了战斗。阿蛙与白鸟率领了数量上大体相等的勇士们。山雷酋长也许上战场战斗了的，但是他并不是一位战争首领。内兹珀斯人只有45-50件火器，这还包括猎枪、手枪，及古旧的火枪。一些勇士用弓箭战斗。尽管内兹珀斯人没有与白人士兵作战的经历，然而他们对地形的了解和他们一流的骑术，以及他们的良好受训的阿帕卢萨马，都是他们的优势。由于在狩猎中习惯了节约用子弹，因此内兹珀斯人也是优秀的射手。他们通常下马射击并且一名战斗者的马匹会“在它的主人战斗时站着吃草”。相比之下，许多美军骑兵的马匹在战斗中会受惊，而这样的恐慌将成为美军战败的一个重要原因。

## 休战队

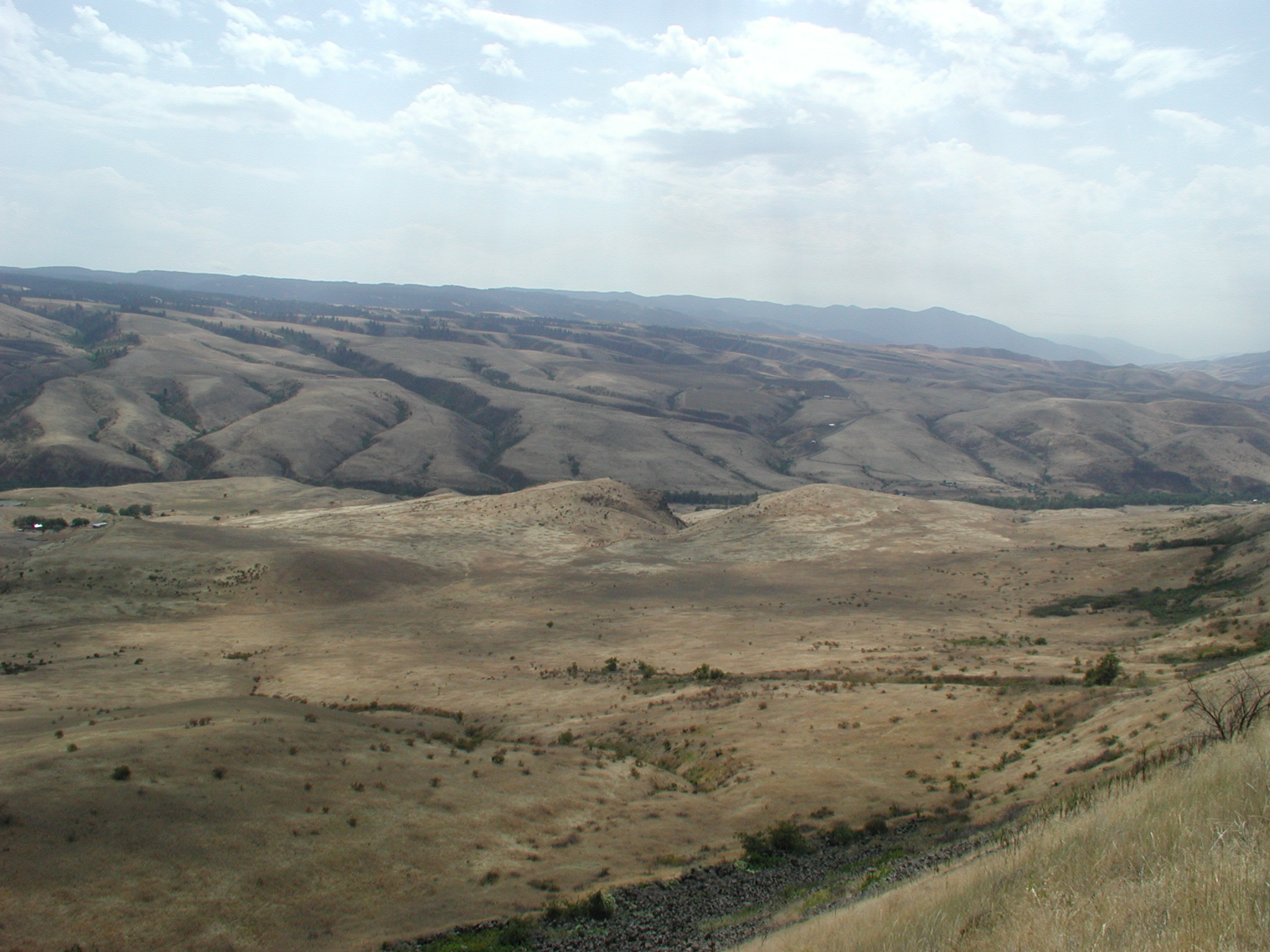
怀特伯德峡谷

6月17日破晓时分，内兹珀斯人正在为预期的攻击做准备。阿蛙麾下的50名勇士一边等待着美军士兵，一边展开到了峡谷西侧的一座孤峰之上，而双月（"Two Moons"）麾下的15名勇士，则被部署到了东侧的一座孤峰之上。由此，美军骑兵进入峡谷的路线两侧都有内兹珀斯人了。六名内兹珀斯勇士带着一面白旗等待与接近中的美军士兵们讨论休战。
士兵、平民志愿兵，以及内兹珀斯侦察兵们，沿着一条马车道路从东北方深入怀特伯德峡谷。由爱德华·塞勒尔（Edward Theller）中尉、号兵约翰·琼斯（John Jones）、一些被拉普怀代理机构雇用的内兹珀斯侦察兵、七名来自F连的士兵，以及平民志愿兵亚瑟·“阿德”·查普曼（Arthur "Ad" Chapman）组成的一支先头部队与休战队首先接触。黄狼在之后如下记述：
“五名勇士，在韦提韦提胡利斯（Wettiwetti Houlis）率领之下……已从山谷另一边[西边]被派出，作为一支和平队伍去和士兵们会面。这些勇士们已经收到了酋长们的命令：敌不开火，我就不开火。他们当然带着白旗。也许可以不战斗就获得和平。”
出于从未被完全解释的原因，查普曼朝休战队开了火。休战队隐蔽起来，内兹珀斯人也开火还击。

## 战斗

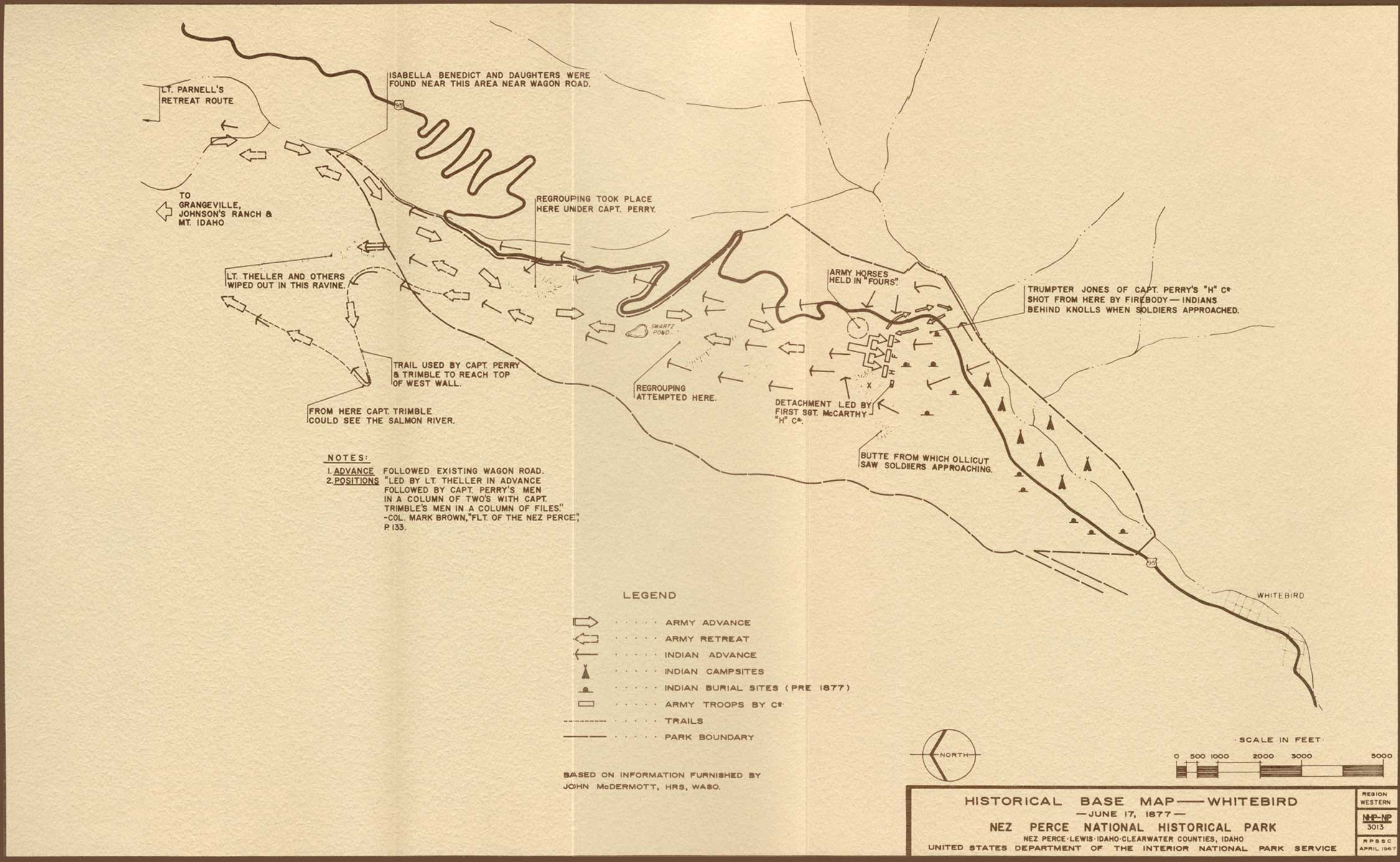
怀特伯德峡谷战役地图

随着第一声枪响，处于优势位置的塞勒尔中尉下马并将他的士兵作为散兵部署在一条很低的山脊的顶上。号兵琼斯被命令发出战斗号令，将所有部队成员都带到前面来加入他。在琼斯吹完他的号令之前，他就在他的马上就被火焰身体（Otstotpoo "Firebody"）击中。当时火焰身体位于东面的一座小丘上，离琼斯有300多码（270多米）远。佩里上尉让他的连队下马，在塞勒尔的先头部队的东侧组成了一条散兵线，而特林布尔上尉指挥的H连则被部署在了塞勒尔位置西侧，组成了一条骑兵线。平民志愿兵们试图占据在骑兵线东端的低低的山脊线上。
佩里上尉将他的左翼（东侧）信任地交给了山脊上的志愿兵们来保护他们不受攻击。佩里从他的位置并不能看到志愿兵的位置。不过，离开大部队不久，这些现在由乔治·希勒（George Shearer）率领的志愿兵们，就遭遇到了藏在下面和东面的灌木丛中的勇士们。希勒命令他的士兵下马步战。一些人听从了，但是多数人则离开了战线，往北逃离，以免受到伤害。为了保护指挥官佩里，希勒带着他为数不多的剩余的士兵到了山脊线的顶端。在这个地方，希勒发现自己一边是双月率领的勇士在攻击佩里的左翼，一边是保卫白鸟营地的勇士们在进行狙击。
佩里尽力前进，去加入塞勒尔并向威胁他左翼的内兹珀斯勇士们冲锋。他命令扔掉卡宾枪而掏出手枪来进行预期的冲锋。他命令号兵戴利（Daly）吹冲锋号，但是戴利已经弄丢了他的号。由于丢失了号，佩里没法向他的部队传达信号，这场冲锋从未实现。佩里之后决定在山脊线上停留。他命令“数四”，如此，每个第四个的人抓住马匹们的缰绳，带着他们离开火线，到达了一个庇护处。佩里和剩下的F连士兵们随后向山脊线步行而去。
与此同时，H连试图沿着山脊仍然骑着马，以五码的间距展开。这被证明是灾难性的，因为这些马是容易激动的，而这些士兵经验不足，无法从他们的受惊吓的马匹的背上进行射击。
佩里上尉在两个连之间来回骑行，看见了志愿兵们正往峡谷上方撤退。随后一些事件接连发生，决定了怀特伯德战役中的骑兵们的结局。佩里的左翼和特林布尔的右翼都陷入了危险。特林布尔派遣迈克尔·M·麦卡锡中士和六名士兵去战场上的最高点，以保护他的右翼。佩里也注意到了这个高地并企图派士兵去协助麦卡锡。

## 撤退
佩里看着他的侧翼进一步地崩溃，他试图重整他的士兵，向麦卡锡的位置前进，以在距离南面约300碼（270）的高地上做停留。但是F连已经陷入混乱并且遭受了重大伤亡。他们将佩里的命令误解为了一般意义的撤退。H连看到了F连的急迫的撤退，也加入了这场溃退，将麦卡锡和他的士兵留在困境中不管。
由于感觉到了胜利，阿蛙的骑马勇士们追赶撤退的士兵们。麦卡锡知道和主力分遣队已经分开了，于是也朝着撤退的部队疾驰。特林布尔上尉命令麦卡锡和他的六个士兵返回他们的位置，去试图夺取高地，但是特林布尔不能召集任何支援部队去帮助麦卡锡夺取高地。麦卡锡和他的士兵短暂地抵抗了一阵内兹珀斯人，之后也撤退了，但是他们无法追上特林布尔连队的主力。麦卡锡的马被杀死。他在灌木丛里藏了两天，之后步行到了格兰吉维，幸存了下来。他因为在这场战役中所扮演的角色而获得了国会荣誉勋章。
这场撤退主要是按着两条路线撤退的。帕内尔（Parnell）中尉和塞勒尔中尉率领着各个班，试图按照前往白鸟营地的道路原路返回。在火力攻击下，塞勒尔被困在了陡峭的、多岩石的沟壑之中，并且弹药耗尽。他和他的七名士兵被内兹珀斯人杀死。佩里上尉和特林布尔上尉在陡峭的山脊之上，向西北逃去。他们到达了山脊线顶端的卡默斯大草原并且此时他们能够在约翰逊大牧场（Johnson's Ranch）重整部队。几分钟内，内兹珀斯勇士们的攻击又一次袭来，迫使对方进行战斗。幸存者们又朝爱达荷山继续撤退了几英里，并在那里被新到的志愿兵们解救。

## 结局

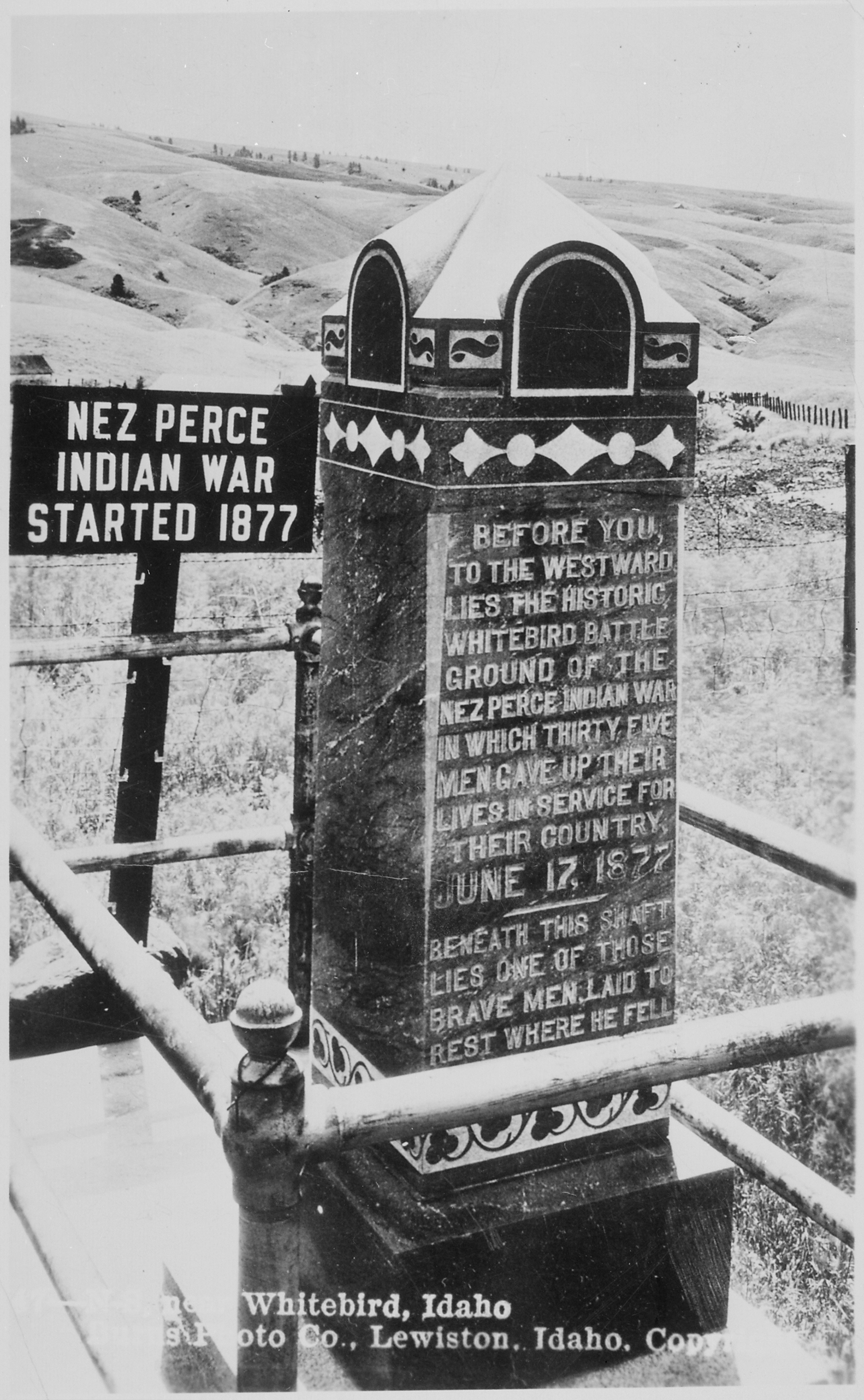
阵亡与怀特伯德峡谷的美军士兵墓

上午过去差不多一半的时候，34名美军骑兵士兵已经战死，另有2人已受伤，志愿兵也已有2人在战斗开始时就受伤。相比之下，只有3名内兹珀斯勇士受伤。约63把卡宾枪，许多手枪，以及数百发弹药被内兹珀斯勇士从战场上捡到。这些武器为战争剩下的几个月而极大地提升了内兹珀斯人的军械库。两名来自美国第1骑兵团F连的未知的阵亡士兵被埋在了小大角羊战场历史遗迹的卡斯特国家公墓。
怀特伯德峡谷战役是内兹珀斯人的一场一边倒的胜利。内兹珀斯人在数量上以二比一的比例被对方超越并且他们的武器也更差，但是他们用他们的战斗技能在高处作战，赢得了内兹珀斯战争的第一场战役。
随着这场战役，内兹珀斯人穿越了附近的萨蒙河（鲑鱼河）东岸，并且当霍华德将军带着400多名士兵在几天后抵达时，他们在河的自己所在的那一边嘲笑他和他的士兵们。这群此时男女老幼约600人的内兹珀斯人，虽然还伴随着老者、妇女及儿童、圆锥帐篷、个人财物，以及2000匹马和别的牲畜，但是他们依然是渡河能手。霍华德只能勉强地设法带着他的士兵穿越萨蒙河，去正面对抗内兹珀斯人。但是这些印第安人没有去和霍华德的处于优势的军队战斗，而是迅速地再次渡过了河流，把霍华德丢在了对岸，在他们逃离美军的过程中，巧妙地取得了一个领先优势。